# Les Amants d'outre-tombe
Pour les articles homonymes, voir Outre-tombe.
Pour plus de détails, voir Fiche technique et Distribution.
Les Amants d'outre-tombe (Amanti d'oltretomba) est un film d'épouvante italien réalisé par Mario Caiano, sorti en 1966.

## Synopsis
Stephen Arrowsmith est un docteur sans scrupules qui, au profit de ses expériences, trompe son épouse Muriel avec son assistante Solange. Pour se consoler, Muriel couche avec leur jardinier David. Mais ils sont surpris en flagrant délit d'adultère par Stephen et ce dernier les torture puis les tue, pensant hériter de la fortune de son épouse, mais Muriel a légué tous ses biens à sa sœur Jenny. Pour redonner une nouvelle jeunesse à Solange, le docteur Arrowsmith lui injecte le sang de son épouse morte qui, avant de mourir, lui jura qu'elle reviendra de l'au-delà pour se venger. 
Afin de récupérer la fortune, Arrowsmith épouse Jenny, une femme fragile psychologiquement, et essaye de la rendre folle pour qu'elle retourne à l'hôpital psychiatrique. Mais elle est protégée par le docteur Joyce mais surtout par les fantômes de Muriel et David qui hantent leur château. Muriel a tenu sa promesse et, avec son amant, veut se venger de son époux et de sa maîtresse.

## Fiche technique
- Titre original : Amanti d'oltretomba
- Titre français : Les Amants d'outre-tombe
- Réalisateur : Mario Caiano
- Scénario : Mario Caiano et Fabio De Agostini
- Montage : Renato Cinquini
- Musique : Ennio Morricone
- Photographie : Enzo Barboni
- Producteur : Carlo Caiano
- Société de production et distribution : Emmeci
- Pays de production :  Italie
- Format : Noir et blanc
- Genre : Thriller, horreur et fantastique
- Durée : 90 minutes
- Date de sortie : 
  - Italie : 16 juillet 1965

## Distribution
- Barbara Steele : Muriel/Jenny
- Paul Muller : Stephen Arrowsmith
- Helga Liné : Solange
- Lawrence Clift : docteur Derek Joyce
- Giuseppe Addobbati (crédité John Mc Douglas) : le majordome
- Rik Battaglia : David